# 马里奥·卡斯泰尔诺沃-泰代斯科
马里奥·卡斯泰尔诺沃·泰代斯科（義大利語：Mario Castelnuovo-Tedesco，1895年4月3日—1968年3月16日），犹太血统的美籍意大利作曲家。

## 生平
卡斯泰尔诺沃·泰代斯科出生于一个富裕家庭，早年从皮泽蒂学习，并认识了卡塞拉，颇受其赞赏。后来他结识了雅沙·海菲茨和塞戈维亚，并为他们创作了一些作品，特别是他为塞戈维亚创作的《第一吉他协奏曲》成为他最著名的作品，也是众多吉他演奏家的保留曲目。墨索里尼上台后，他遭到迫害，被迫逃往美国，在海菲茨的帮助下定居在洛杉矶，以教学和写作电影配乐为生。

## 音乐
卡斯泰尔诺沃-泰代斯科的创作风格比较传统，并深受犹太文化的影响。他有很强的旋律天赋，并擅长在乐曲中制造庄严，古朴的气氛。作为最伟大的吉他作曲家之一，他创作的大量吉他曲非常受欢迎，同时他也是一位颇有影响的电影配乐作曲家。